# Santa Claus Conquers the Martians
Santa Claus Conquers the Martians (Brasil: Papai Noel Conquista os Marcianos ) é um filme de ficção científica de 1964, considerado um dos piores filmes já feitos sobre o Natal. Foi dirigido por Nicholas Webster e estrelado por John Call como Papai Noel.

## Sínopse
A história envolve os habitantes do planeta Marte, incluindo Momar e Kimar, o "Rei Marciano", que estão preocupados com o fato de que seus filhos Girmar e Bomar estejam vendo muita televisão da Terra, em especial à entrevista que Papai Noel concedeu ao canal KID direto de sua fábrica de brinquedos no Polo Norte.
Ao consultar seu sábio ancião Chochem, eles são alertados de que as crianças de Marte estão com seu futuro em risco graças à rígida estrutura social do planeta; desde a infância, a educação deles é recebida diretamente no cérebro através de máquinas, e elas não têm permissão para praticar o individualismo ou a liberdade de expressão.
Chochem tristemente constata que ele prevê isso há séculos, e afirma que o único meio de salvar as crianças é deixar que elas tenham liberdade, e que possam se divertir. Para isto, elas precisam de um Papai Noel, como na Terra.
Os líderes marcianos decidem então capturar o Papai Noel e trazê-lo para Marte para que ele possa fabricar brinquedos para as crianças do planeta. No entanto, um marciano, tradicionalista e ligado às raízes guerreiras de Marte, permanece em constante discordância em relação à ideia e repetidamente tenta matar o Papai Noel, e também as duas crianças terrestres capturadas, já que ele acredita que Noel está corrompendo as crianças marcianas e afastando-as da glória original da raça.